# Philotartessus polygrammus
Philotartessus polygrammus är en insektsart som beskrevs av Walker 1870. Philotartessus polygrammus ingår i släktet Philotartessus och familjen dvärgstritar. Inga underarter finns listade i Catalogue of Life.